# アスター・プレイス
座標: 北緯40度43分47秒 西経73度59分29秒 / 北緯40.729861度 西経73.991434度

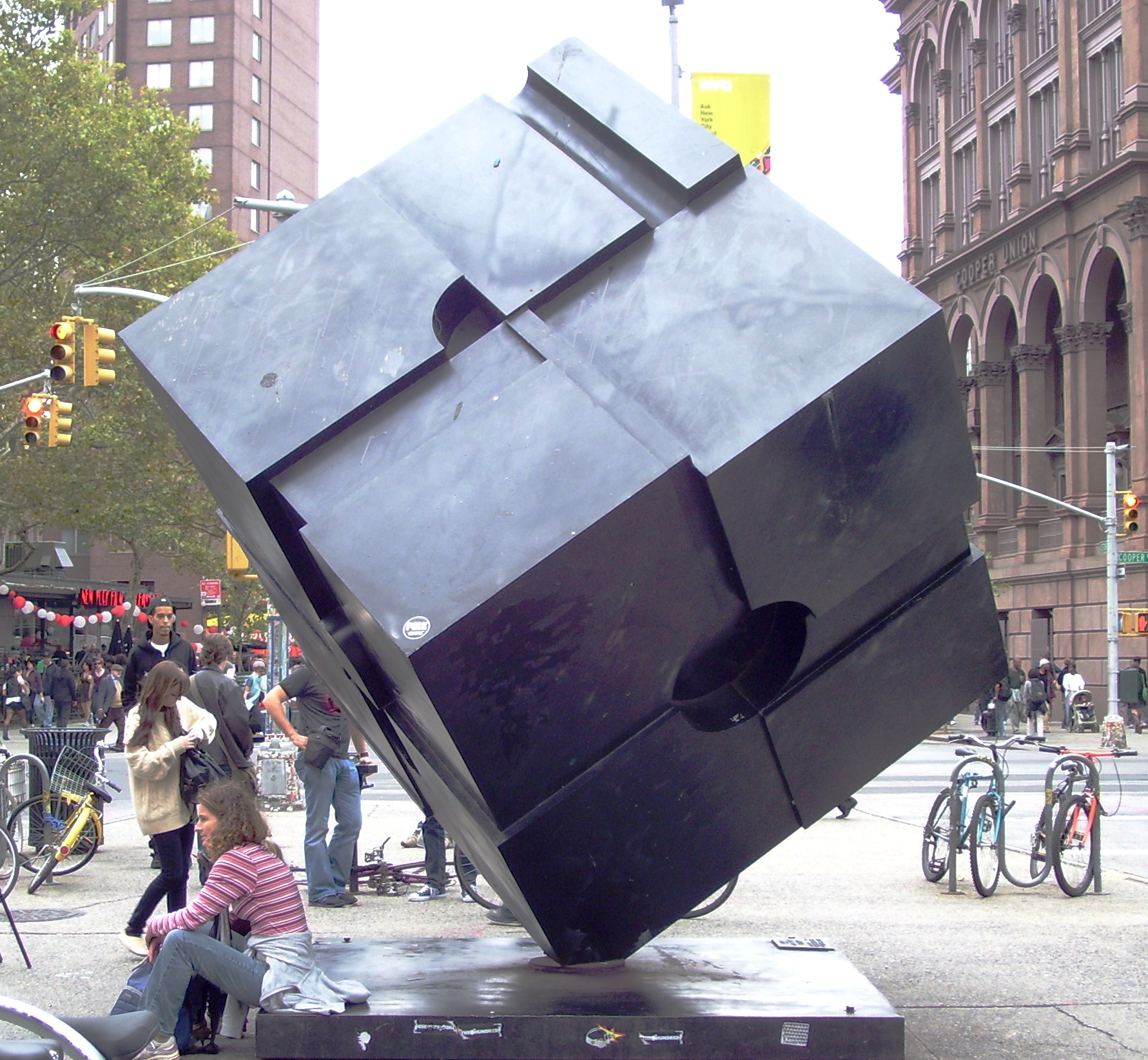
アスター・プレイスのすぐ北側にあるアラモ・キューブ (en)。

アスター・プレイス (Astor Place) は、ニューヨーク市マンハッタン区のロウアー・マンハッタンを走る通り。ワシントン・スクエア公園等があるグリニッジ・ヴィレッジの東側、ノーホー / イースト・ヴィレッジ内の2ブロックにわたって走る短い通りである。

## 概要

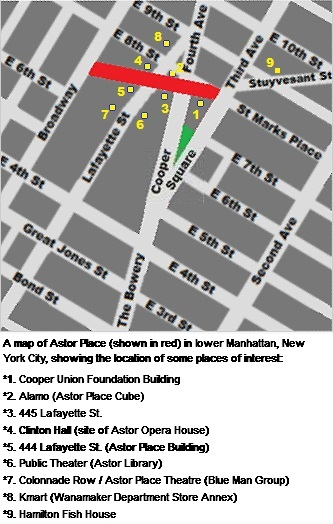
周囲のランドマーク：
1. クーパー・ユニオン (en) ファンデーション・ビル
2. アラモ・キューブ (en)
3. 445 ラファイエット・ストリート
4. アスター・オペラ・ハウス (en) 跡地に建つクリントン・ホール (en)
5. 444 ラファイエット・ストリート
6. ザ・パブリック・シアター (en) の拠点であるアスター・ライブラリー (en)
7. アスター・プレイス・シアター (en)
8. Kマート (en)
9. ハミルトン・フィッシュ・ハウス (en)

通りの区間は、西はブロードウェイから東は3番街までの短い距離である。3番街より東はセント・マークス・プレイスとなる。途中でラファイエット・ストリート (en) およびクーパー・スクエア / 4番街と交差し、クーパー・スクエアのすぐ東で東8丁目と南から合流する。
アスター・プレイスのすぐ北側には、クーパー・スクエア、ラファイエット・ストリート、4番街、および8丁目に囲まれてできた二つのプラザ（広場）、アラモ・プラザ (en) とアスター・プレイス・ステーション・プラザ (en) がある。アスター・プレイスは、この通りの周辺の地区（ネイバーフッド）を指して用いられる場合もある。
通り名は、かつてアメリカ合衆国でもっとも裕福であったジョン・ジェイコブ・アスターからとられている。彼が他界した1848年に、この名前が付けられた。 2013年には、$16ミリオンのアスター・プレイス再建工事が始まった。

## 歴史
アスター・プレイス、東8丁目、およびラファイエット・ストリートの交差点には、かつてアスター・オペラ・ハウス (en) が建っていた。この劇場は、the fashionable theater とするべく1847年に建てられた。
この場所では、1849年5月10日にアスター・プレイス暴動が起こった。ジャガイモ飢饉の絶頂期、ニューヨークのアイルランド人の間で反イギリス感情が高まっており、そのはけ口をお互い近くの劇場でマクベスのバージョンを上演していたアメリカ人俳優en:Edwin Forrestとイギリス人俳優en:William Charles Macreadyのライバル関係に見出した。Macreadyに対する抵抗は非常に暴力的になり、警官が群衆に発砲するに至った。少なくとも22人が死亡し、150人以上が負傷した。この劇場はこの暴動の汚名から逃れることができず、その後すぐに閉鎖された。その内装は解体され、建物はニューヨーク・マーカンタイル・ライブラリー (en) として利用されることとなった。
19世紀半ばから後半、このエリアはアスター家、ヴァンダービルト家、そしてデラノ家などニューヨークの最も裕福な人たちの住む場所であった。編集者で詩人のウィリアム・カレン・ブライアントおよび発明家で企業家のアイザック・シンガーらもこの地区に1880年代に住んでいた。しかしながら19世紀の終わりまでに、エリートたちはこの地区から流出し、倉庫や製造業者が流入してくるようになった。この地区は荒廃したが、1960年代後半と1970年代に再び活性化された。
今後の計画2013年、ニューヨーク市交通局 (en) による"アスター・プレイスおよびクーパー・スクエア改修" (Reconstruction of Astor Place and Cooper Square) 計画が着手された。通り自体はラファイエット・ストリートの地点までとなり、そこから3番街までの区間はアラモ・プラザ (en) が拡張され、車は侵入できなくなる。これによって、ラファイエット・ストリートとクーパー・スクエアの間の区間ではアスター・プレイスの南側の歩道とクーパー・ユニオン・ファンデーション・ビルの北側の歩道が拡張される。アスター・プレイス・ステーション・プラザ (en) もまた改修され、東9丁目より南の4番街およびクーパー・スクエアの西半分はバス専用となり、東5丁目と6丁目の間のクーパー・スクエアには新しい歩行者用プラザが建設されることになっている。この結果、この周辺の交通の流れは大きく変わることとなる。
ラファイエット・ストリートと3番街の間のアスター・プレイスは東行き一方通行の東8丁目となり、現在両方向通行のクーパー・スクエアのバス専用車線は北行きの一方通となる。この$16ミリオンのプロジェクトは2008年に最初に提案され一度棄却されたが、2011年に再度提案された。工事は2013年9月に開始された。

## 見所

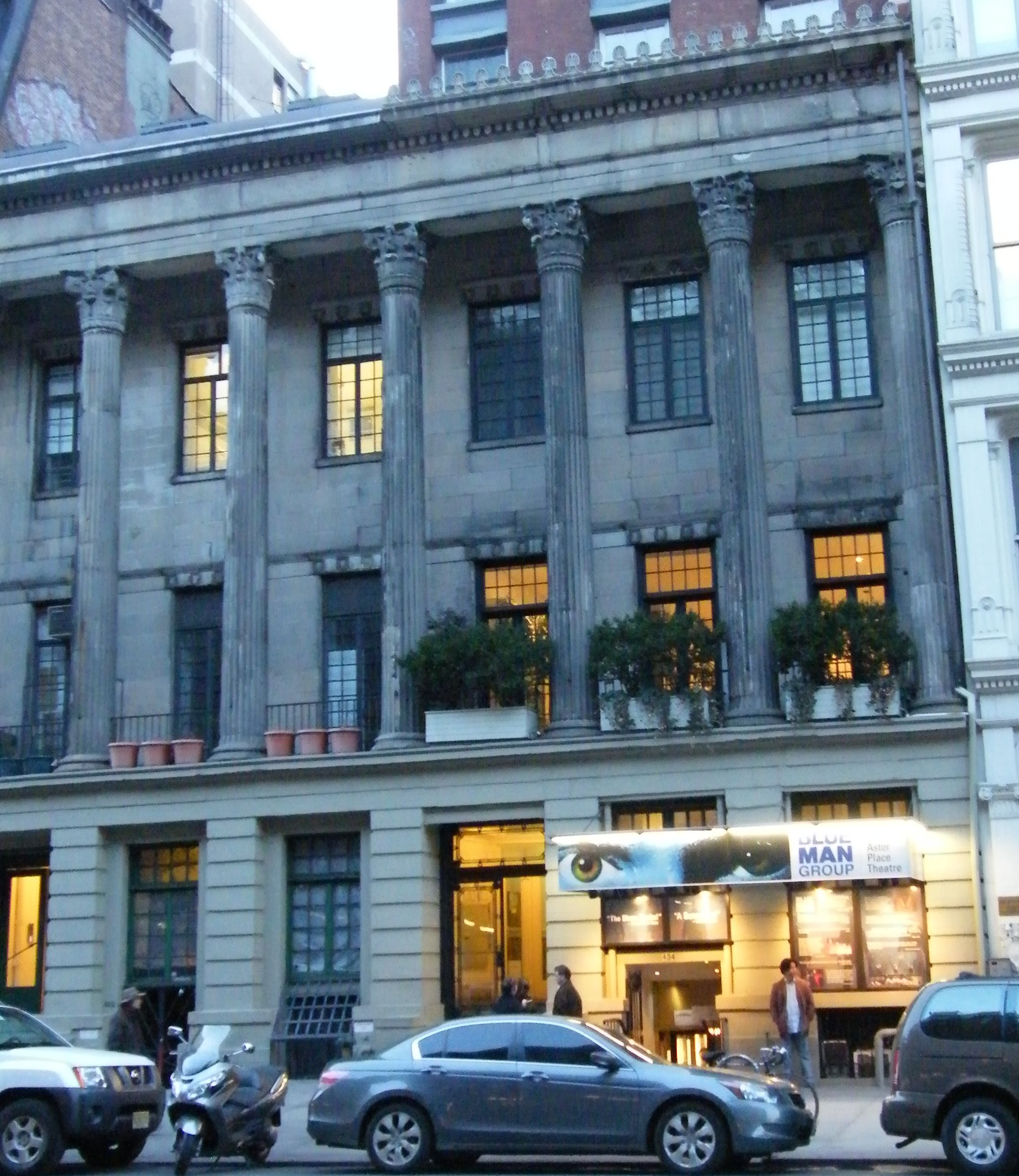
アスター・プレイス・シアター (en)

現在299席あるオフ・ブロードウェイのアスター・プレイス・シアター (en) は、ラファイエット・ストリートに建つ歴史的建築物コロネード・ロウ (en) に1969年から置かれている。この劇場は、サム・シェパードのようなダウンタウンの劇作家の作品をプレミア上演することで知られていたが、1991年からブルーマン・グループの拠点となり、現在は彼らがこの劇場を所有している。ジョセフ・パップ・パブリック・シアター (en) は、かつてのアスター・ライブラリ (en) の位置、ラファイエット・ストリートを挟んでアスター・プレイス・シアターの向かいに建っている。ここではニューヨーク・シェイクスピア・フェスティバル (en) が開催される。
アスター・プレイスの中央部分すぐ北にある台形の安全地帯、アラモ・プラザは人々の待ち合わせ場所、たまり場、スケートボードの遊び場となっている。この地帯の中心には、Tony Rosenthalの彫刻、"The Cube"としてよく知られている"Alamo"があることで有名である。これは大きな黒い金属でできた立方体で、その頂点の一つを支えにして立っている。ニューヨーク市文化局 (en) が主導する"彫刻と環境" (Sculpture and the Environment) 事業の一環で1967年に設置された。このアラモ・キューブはイースト・ヴィレッジにおける有名な待ち合わせ場所となっている。この彫刻は、垂直軸を中心に手で押して回すことができる。一人の力でも回せるが、複数人だと簡単に回すことができる。2003年、このキューブの表面はATF squad (All Too Flat) によるいたずらで巨大なルービック・キューブ柄に張り替えられた。約24時間後に、ニューヨーク市の職員がこの色を塗った段ボールを剥がし、元の状態に戻した。2005年3月10日には、ニューヨーク市公園・保養局 (en) によってメンテナンスのために一時的に取り外された。代わりにピーター・クーパーの名誉を讃えJello Cubeと名付けられたPVCチューブ製の即席のキューブが設置された。2005年11月にはアラモ・キューブが再び設置された。
その他の名所：
- 1860年、エイブラハム・リンカーンがクーパー・ユニオン演説 (en) を行ったことで、当時まだ結成されて間もない共和党から注目されるようになった。クーパー・ユニオン (en) のグレイト・ホール (Great Hall) で行われた、'正義は力' (Right Makes Might) の演説では、奴隷制度や合衆国憲法の署名者の思想について吟味された。クーパー・ユニオン (en) はまた、最初の無料公共図書館を設置していた。
- アスター・ライブラリ (en) はニューヨーク公共図書館のルーツの一つであり、アスター・ライブラリ・ビル (en) に置かれていた。この建物は現在、ジョセフ・パップ・パブリック・シアター (en) が入っている。
- アスター・プレイス地下鉄駅 (en)（4 6 <6> トレイン）は最初に作られた28駅の一つであり、アメリカ合衆国国家歴史登録財に登録されている。駅のプラットフォームのタイル・モザイクで描かれたビーバーは、ビーバーの毛皮で財産をなしたジョン・ジェイコブ・アスターを讃えている。
- Augustus Saint Gaudensによるピーター・クーパー・メモリアルは、クーパー・スクエアの1ブロック南にある。
- 21 アスター・プレイス（別名、"クリントン・ホール" (Clinton Hall) または"13 アスター・プレイス"）は、かつてのアスター・オペラ・ハウス (en) の場所に建っている。アスター・プレイス暴動 (en) の後、ニューヨーク・マーカンタイル・ライブラリがこのビルに置かれるようになった。このビルは1890年に解体され、現在も建つ11階建てのビルが建てられた。1932年にこのライブラリは転居し、ある組合の本部となった。現在は、19世紀のファサードはそのままに、内部はコンドミニアムに改修されており、ファサーデイズム (en) の手法が用いられている一例となっている[12]。
- 1920年代に建てられたクーパー・スクエア郵便局 (en) は3ブロック北に建っている。

## ポピュラー・カルチャーにおけるアスター・プレイス
- サヴァタージの楽曲New York City Don't Mean Nothingにはアスター・プレイスが登場する。
- ヴァンパイア・ウィークエンドの楽曲"Step"にも登場する。

## ギャラリー

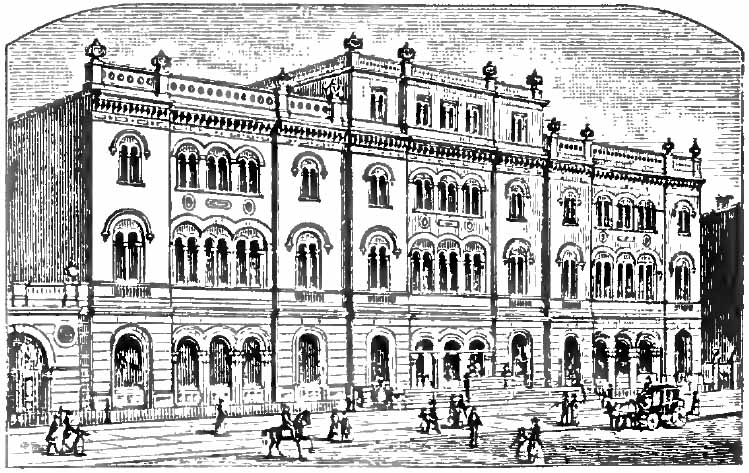
1849年に建設されたアスター・ライブラリ (en) が描かれた1900年の絵画。現在はジョセフ・パップ・パブリック・シアター (en) が入っている。
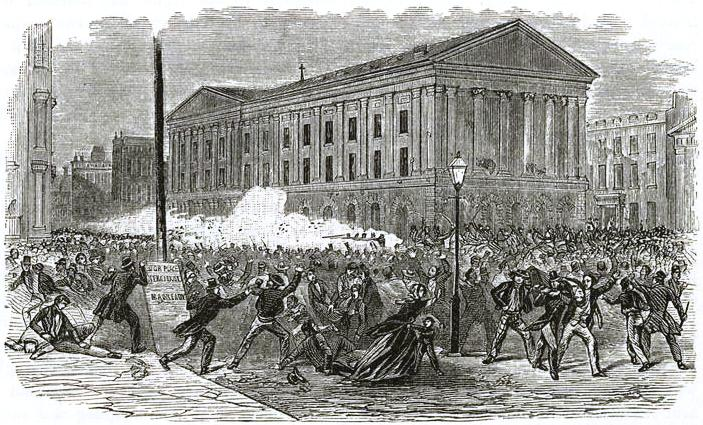
1849年のアスター・プレイス暴動の様子。背景にはアスター・オペラ・ハウス (en) が描かれている。
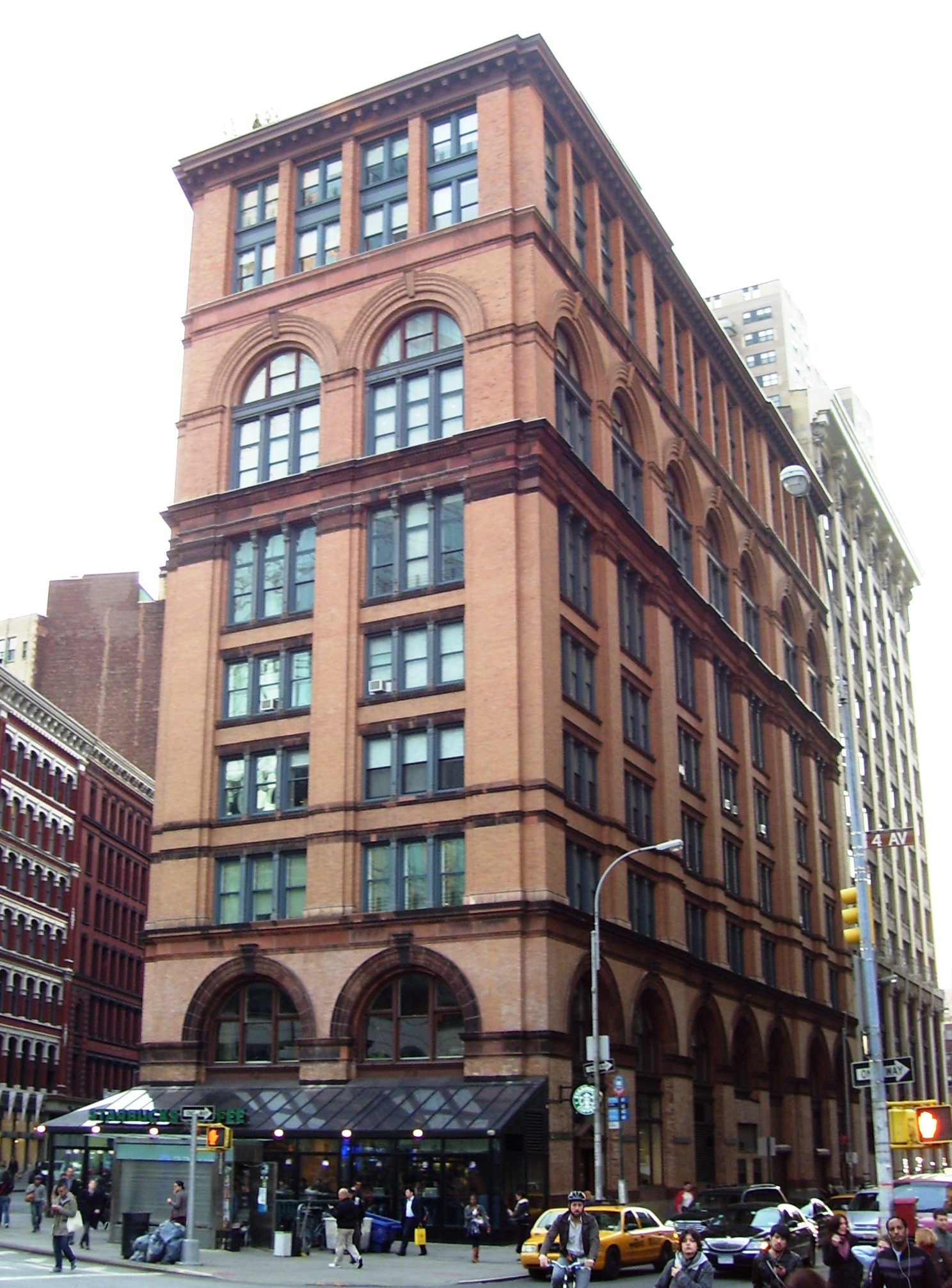
暴動の後、オペラ・ハウスは閉鎖され、ニューヨーク・マーカンタイル・ライブラリ (en) に転換され、後に11階建てのビルが建てられた。
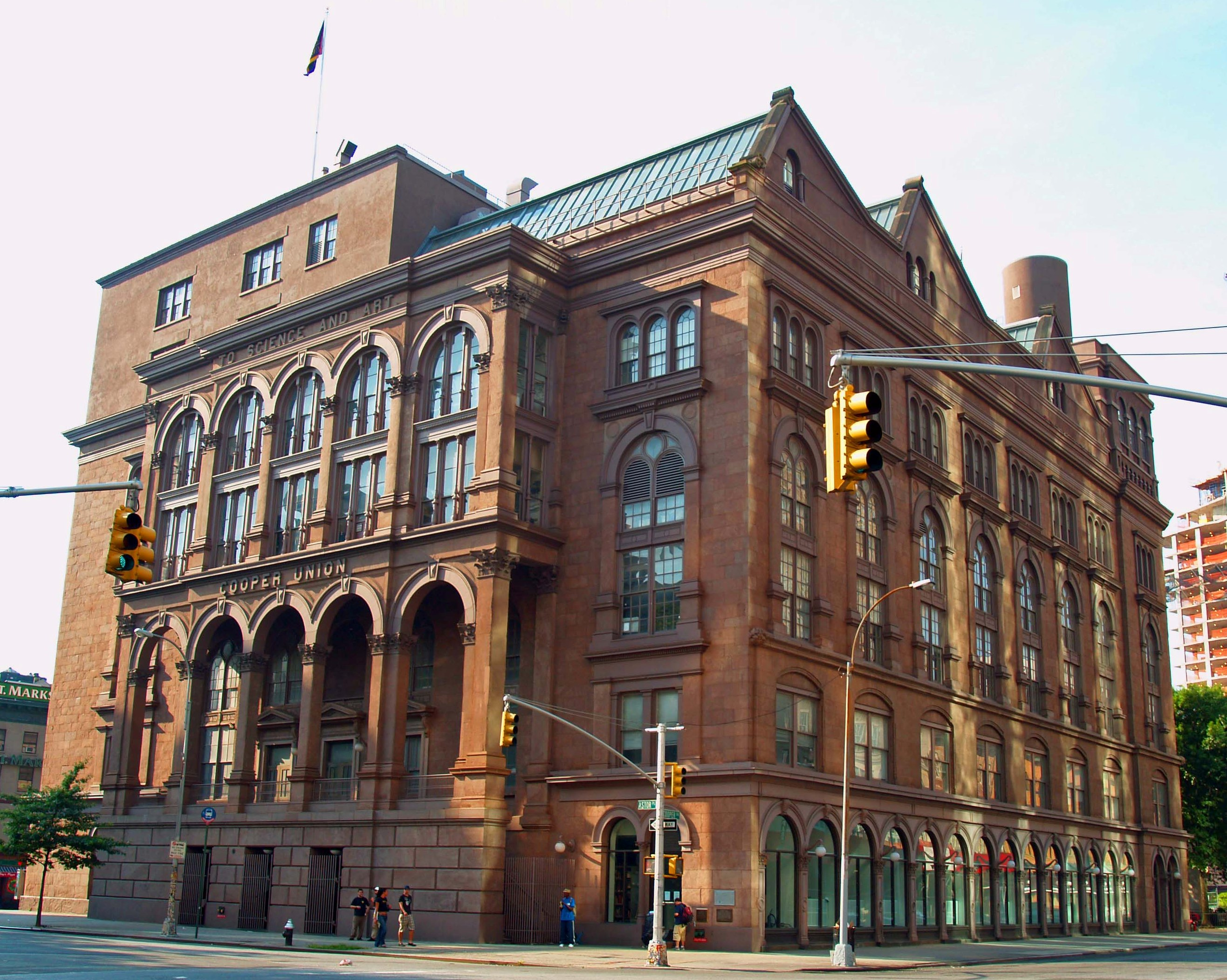
1859年に建てられたクーパー・ユニオン・ファンデーション・ビル (en)
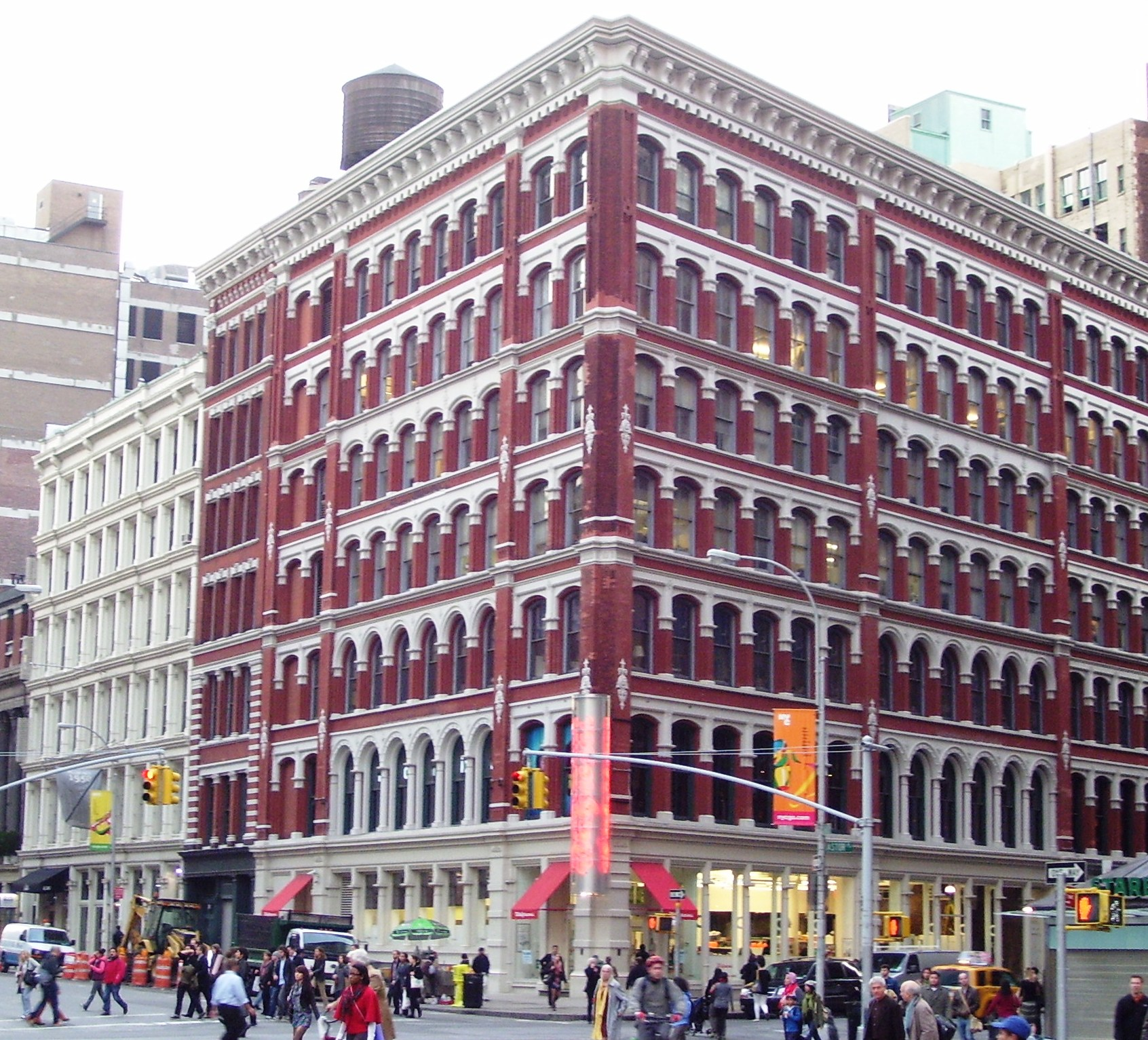
1876年に建てられた444 ラファイエット・ストリート (en) に所在するアスター・プレイス・ビル
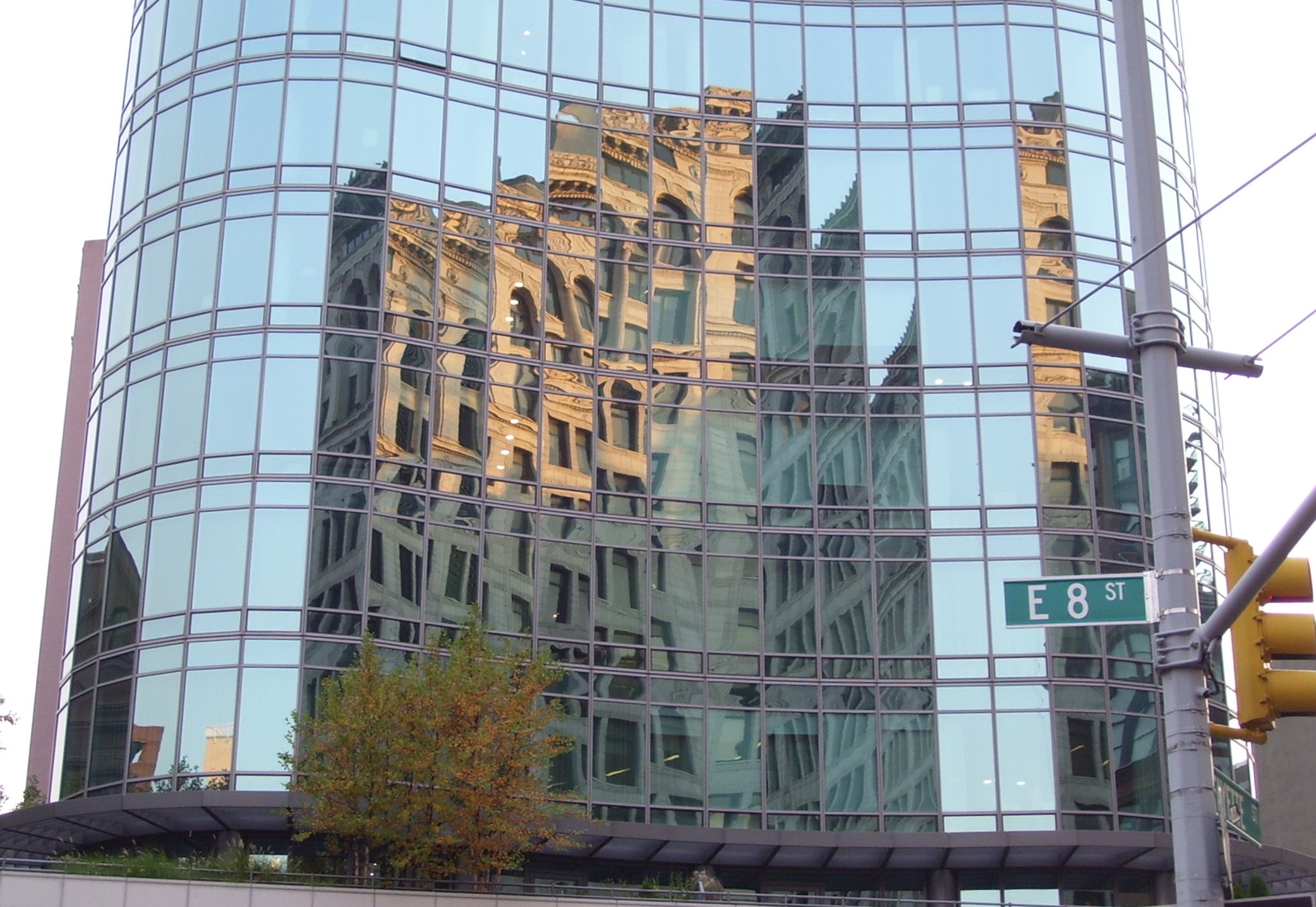
444 ラファイエット・ストリートの向かいに建つ445 ラファイエット・ストリート
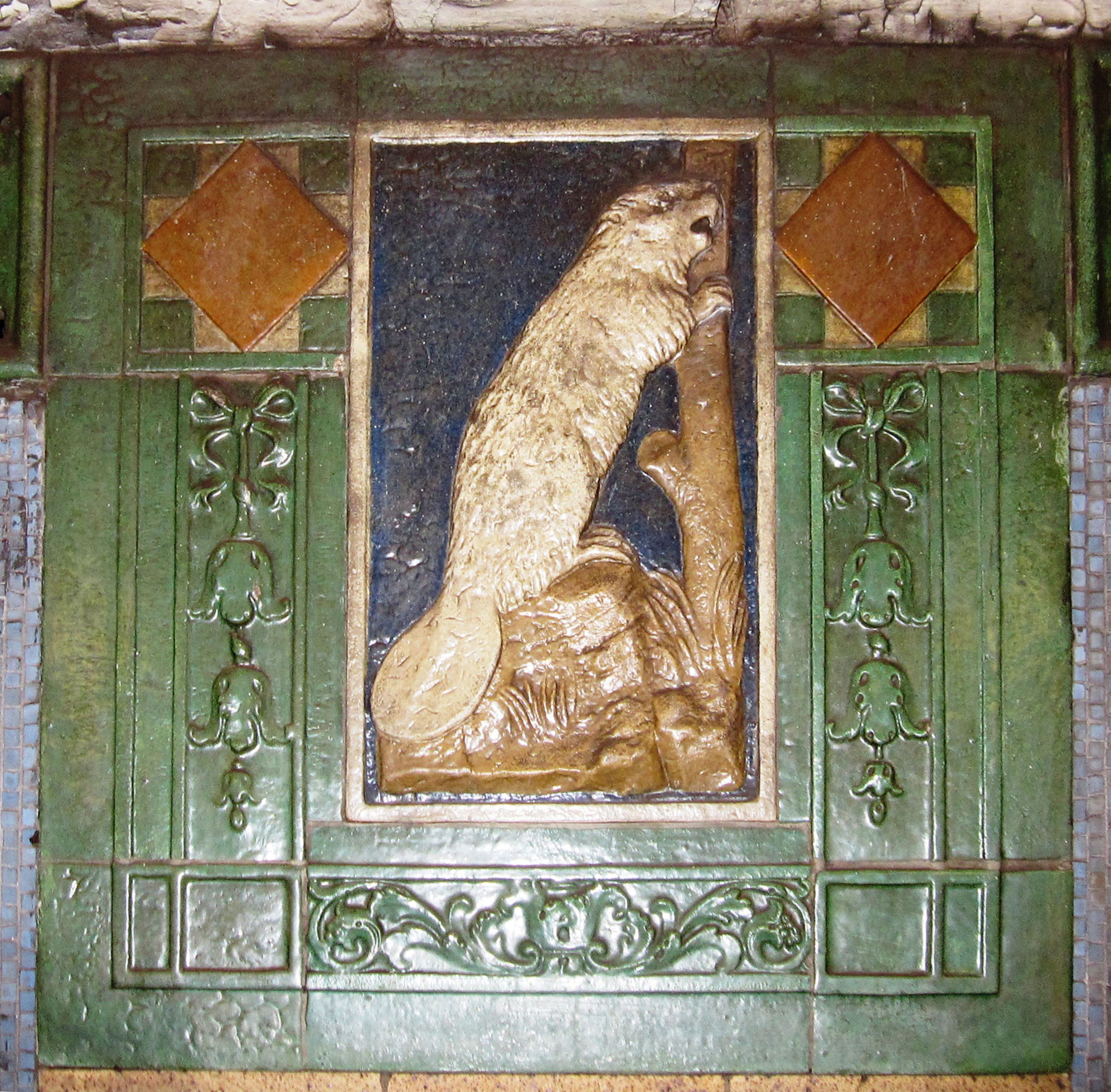
アスター・プレイス地下鉄駅 (en) のビーバーのタイル・モザイク
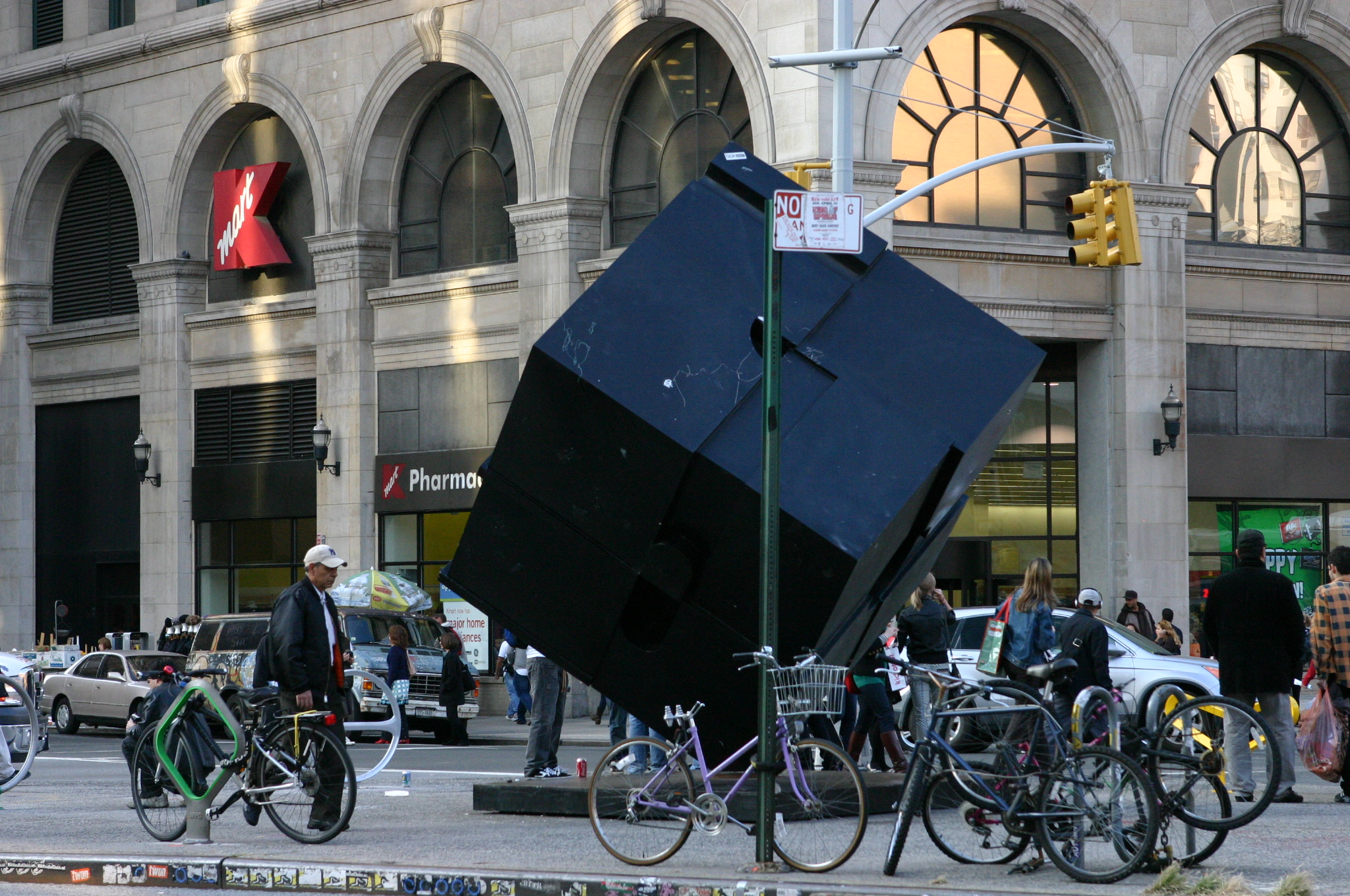
アラモ・プラザ (en) 。その背後にはKマート (en) 。かつてはジョン・ワナメイカーズ・デパートメント・ストアの別館だった。

## 出展
脚注
1. 1 2  Elsroad, Linda. "Astor Place" in Jackson, Kenneth T. [in 英語], ed. (1995), The Encyclopedia of New York City (英語), New Haven: Yale University Press, ISBN 0300055366。 p.64
2. ↑  Moscow, Henry (1978), The Street Book: An Encyclopedia of Manhattan's Street Names and Their Origins, New York: Hagstrom Company, ISBN 0823212750。
3. 1 2 3  "Reconstruction of Astor Place and Cooper Square" New York City Department of Transportation (January 6, 2011)
4. 1 2  "Major Astor Place Reconstruction Is Actually Starting", Curbed. September 16, 2013, by Jessica Dailey. Retrieved September 9, 2014.
5. ↑   Love & Theft: Blackface Minstrelsy And The American Working Class. Oxford University Press. (2013/8/9). pp. 70
6. ↑  Federal Writers' Project [in 英語] (1939), New York City Guide, New York: Random House, ISBN 0-403-02921-X。（Scholarly Press, 1976 により再版；WPA Guide to New York Cityとしてよく言及される）
, pp.121–122
7. ↑  "See Updated Designs For Long-Awaited Astor Place Revamp", Curbed. September 26, 2013, by Jessica Dailey. Retrieved September 9, 2014.
8. 1 2  Moynihan, Colin (2005年11月19日). “The Cube, Restored, Is Back and Turning at Astor Place”. The New York Times 2009年3月18日閲覧。
9. ↑  Grimes, William (2009年8月1日). “Tony Rosenthal, 94, Sculptor of Public Art”. The New York Times 2010年7月17日閲覧。
10. ↑  “Astor Place Cube Will Stay in Place”. The New York Times:  p. 33. (1967年11月23日) 2010年7月17日閲覧。
11. ↑  Bleyer, Jennifer (2005年1月30日). “A Famous Cube Puzzles Its Biggest Fans”. The New York Times 2010年7月17日閲覧。
12. ↑  Nadine Brozan, POSTINGS: On a Triangular Site at 21 Astor Place; 50 Ultramodern Condominiums Behind an Exterior From 1890, The New York Times, April 6, 2003